# Bin Tepe
Bin Tepe (tur. za „Tisuću humaka”) je arheološki lokalitet na južnoj obali Mramornog jezera (Marmara Gölüa) u pokrajini Manisa u Turskoj. Sastoji se od preko 100 tumula i služio je kao groblje za elitu obližnjeg Sarda, prijestolnice drevne kraljevine Lidije.
Nekropola Bin Tepe, koja sadrži neke od najvećih tumula na svijetu, upisana je na UNESCO-ov popis mjesta svjetske baštine u Aziji 2025. god., zajedno s obližnjim Sardom, glavnim gradom Lidijaca, moćne civilizacije iz željeznog doba (8.-6. stoljeće pr. Kr.) poznate po bogatstvu i ranoj proizvodnji novca.

## Arheološki lokalitet
Bin Tepe se nalazi na niskom vapnenačkom grebenu iz gornjeg miocena ili pliocena, sjeverno od Sarda. Njegova nadmorska visina i blizina glavne prometne rute učinili su tumule uočljivima drevnim putnicima, kao što su i dalje uočljivi za moderne posjetitelje. Blizina nalazišta ranijim naseljima iz brončanog doba sugerira da je možda odabrano kako bi se pružila simbolična veza s prošlošću. Dok je na tom mjestu nekoć bilo najmanje 149 tumula, sada ih je samo oko 115, a ostali su uništeni zbog poljoprivrednog zemljišta.
Tumuli se sastoje od kamenih grobnih komora prekrivenih velikim zemljanim humcima. Grobne komore su bile izgrađene od ploča ili uklesane u temeljnu stijenu i općenito su bile smještene izvan središta kako bi se odvratili pljačkaši grobova. Humci su često bili okruženi potpornim zidom zvanim krepis, od kojih mnogi više nisu sačuvani, a koji su davali humku definirani rub i držali zemljani nasip na mjestu.
Najraniji tumuli Bin Tepe datiraju iz oko 600. pr. Kr., očito po uzoru na frigijska kraljevska groblja u njihovom glavnom gradu Gordionu. Stil je ostao u upotrebi nakon pada Lidijskog Carstva 546. pr. Kr., a mnogi datirani primjeri u Bin Tepeu izgrađeni su tijekom sljedećeg perzijskog razdoblja.  Tijekom razdoblja upotrebe u Sardu, koegzistirali su s drugim stilovima, uključujući grobnice uklesane u stijenu (poput onih u Liciji) i ciste.
Alijatov tumul (tr. Koca Mutaf Tepe) najveći je na tom mjestu, s visinom od 63 m, promjerom baze od 330 m i ukupnim volumenom od 785.000 m³. Općenito se smatra grobnicom lidijskog kralja Alijata II., oca slavnog kralja Kreza, a koji je umro 560. pr. Kr. Procjenjuje se da bi za izgradnju trebalo dvije i pol godine, te 2400 radnika i 600 teglećih životinja. Grobnica je izgrađena od vapnenca i mramora sa stilom zidanja koji odražava grčki i bliskoistočni utjecaj. Unatoč tome što je izgrađena kako bi odvratila pljačkaše grobova, u antici je ipak bila teško opljačkana. Pronađeno je malo grobnih predmeta i nema ljudskih ostataka.
Dva druga tumula iznimne veličine (Karnıyarik Tepe i Kırmutaf Tepe) tradicionalno su identificirana kao grobnice drugih lidijskih kraljeva dinastije Mermnadi, ali te identifikacije moderni znanstvenici ne prihvaćaju. Drugi najveći tumul (Karnıyarik Tepe) visok je 53 m, s promjerom baze od 230 m, a njegov otisak otprilike je jednak onome Velike piramide u Gizi. Ovaj tumul tradicionalno se pripisivao kralju Gigu, ali fragmenti keramike u humku pokazuju da datira najmanje četrdeset godina nakon njegove vladavine, koja je bila od 716.-678. pr. Kr. Čini se da je izgrađen preko nedovršenog manjeg tumula. Arheolozi su nagađali da je možda izgrađen za kraljicu, budući da njegova veličina sugerira kraljevski pokop, a nijedan drugi kralj iz relevantnog razdoblja nije vjerojatan kandidat.
Prvo sustavno istraživanje proveo je pruski konzul Ludwig Peter Spiegelthal, koji je 1853. iskopao Alijatov tumul. Arheološka iskapanja ostalih tumula započela su 1880. godine i traju do danas. Unatoč pljačkaškom uništavanju, preostali dokazi pružili su uvid u lidijsko društvo i vjerovanja. Tumuli su posebno važni za naše razumijevanje perzijskog razdoblja lidijske povijesti, koje je mnogo bolje potvrđeno u Bin Tepeu nego u samom Sardu. 
Lidijske kraljevske grobnice Bin Tepea, samom svojom monumentalnošću, svjedoče o raskošnom bogatstvu lidijske više klase, koja se od vladavine Giga može objasniti pristupom nalazištima zlata u planinama Tmolos i uvođenjem monetarne ekonomije, prve takve u svijetu.
- Alijatov tumul.
- Pogled s Kırmutaf Tepea prema istoku na dio lidijskih kraljevskih grobnica u Bin Tepeu.
- Pogled s tumula Kırmutaf Tepe u brdima Bin Tepe prema sjeveru na zapadnu stranu Mramornog jezera.
- Perzijski reljef iz Bin Tepea, 550.-530. pr. Kr., Britanski muzej, London.